# Buxton, North Dakota
Buxton är en ort i Traill County i delstaten North Dakota, USA.